# Municipalité régionale de Halton
Pour les articles homonymes, voir Halton.
La municipalité régionale de Halton (communément appelée la Région d'Halton) est une municipalité régionale du sud de l'Ontario. Au recensement de 2006, on y a dénombré une population de 439 256 habitants.

Région du Grand Toronto.

## Situation
La municipalité régionale d'Halton est située dans la partie sud-ouest du Grand Toronto.
Elle comprend les villes de Burlington, Oakville, Milton et Halton Hills.
Le centre administratif est situé à Oakville et abrite le siège du service de police de la municipalité régionale d'Halton.
Oakville et Burlington, au sud, forment une aire très urbanisée, et Milton et Halton Hills, au nord, sont beaucoup plus rurales, malgré la présence d'aires urbaines grandissantes. L'urbanisation dans la région voisine de Peel a fait des aires urbaines limitrophes dans le Grand Toronto tout le long de la ville de Toronto, comme il est visible sur les images satellites du Grand Toronto et du Golden Horseshoe.
Le taux de croissance de la région d'Halton a été de 17,1 % entre les recensements de 2001 et 2006, lui donnant un des plus hauts taux de croissance au pays. Malgré la croissance sans précédent du développement résidentiel à Halton, l'agriculture et la protection des terres le long de l'escarpement du Niagara ont continué à prédominer.

### Municipalités limitrophes

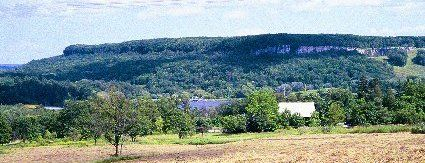
Rattlesnake Point près de Milton (Ontario).

## Chronologie municipale
En 1973, la municipalité régionale d'Halton a remplacé le comté d'Halton.